# Poder Judicial Federal de los Estados Unidos

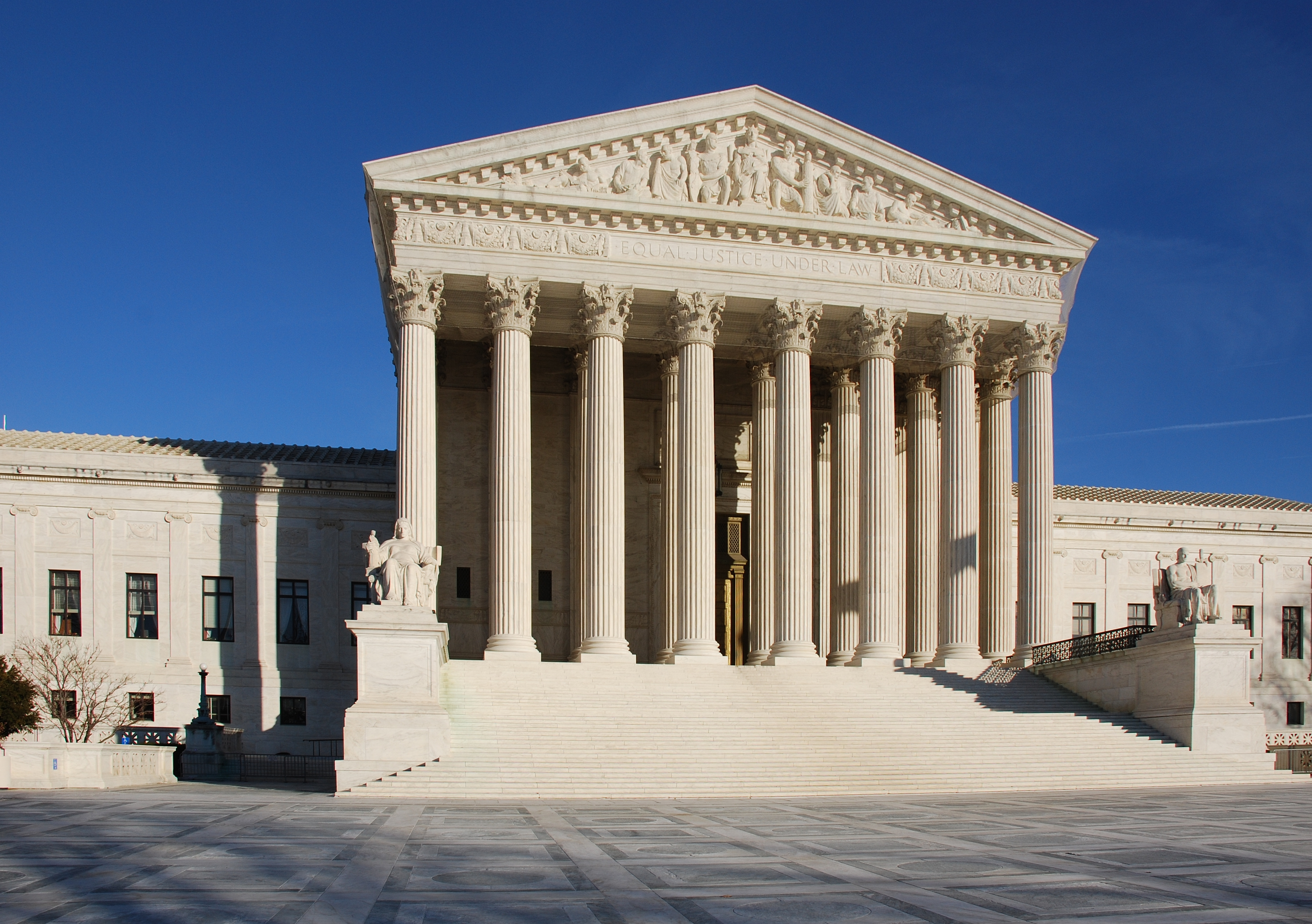
Corte Suprema de los Estados Unidos

El Poder Judicial Federal de los Estados Unidos es una de las tres ramas del gobierno federal de los Estados Unidos organizadas bajo la Constitución y las leyes federales.
El artículo III de la Constitución confiere el poder judicial a todas las cortes y requiere el establecimiento de una Corte Suprema y permite al Congreso crear otras cortes federales y definir su jurisdicción. Los jueces federales del artículo III son nombrados por el presidente por y con el consejo y consentimiento del Senado, la constitución exige la permanencia de los jueces por buen comportamiento y prohíbe la disminución de sus remuneraciones.

Se depositará el poder judicial de los Estados Unidos en una Corte Suprema y en las Cortes inferiores que el Congreso instituya y establezca en lo sucesivo. Los jueces, tanto de la Corte Suprema como de las inferiores, continuarán en sus funciones mientras observen buena conducta y recibirán en periodos fijos, una remuneración por sus servicios que no será disminuida durante el tiempo de su encargo.
Artículo III de la Constitución de los Estados Unidos

## Organización del sistema judicial

### Cortes del artículo III

Mapa de los límites de los tribunales de distrito y las cortes de apelaciones de Estados Unidos.

El sistema judicial federal está compuesto por tres niveles de cortes:
1. Las cortes de distrito de los Estados Unidos (uno en cada uno de los 94 distritos judiciales federales y tres cortes territoriales) son cortes de primera instancia federales, aunque en ciertos casos el Congreso ha desviado la jurisdicción original a cortes especializados, como la Corte de Comercio Internacional, la Corte de vigilancia de inteligencia extranjera, la Corte de Extracción de Terroristas Extranjeros, o las cortes del artículo I o artículo IV. Los cortes de distrito generalmente tienen jurisdicción para conocer las apelaciones de dichas cortes (a menos que, por ejemplo, las apelaciones sean ante la Corte de Apelaciones del Circuito Federal).
2. Las Cortes de apelación de los Estados Unidos son las cortes federales de apelación intermedias. Operan bajo un sistema de revisión obligatoria, lo que significa que deben escuchar todas las apelaciones de las cortes inferiores. En algunos casos, el Congreso ha desviado la jurisdicción de apelación a cortes especializados, como la Corte de Revisión de Vigilancia de Inteligencia Extranjera.
3. La Corte Suprema de los Estados Unidos es la corte de última instancia. En general, el conocimiento de las apelaciones de las cortes de apelaciones y, a veces, las cortes estatales, que operan bajo revisión discrecional, lo que significa que la Corte Suprema puede elegir qué casos resolver, al otorgar los recursos de certiorari. Por lo tanto, generalmente no existe un derecho básico de apelación que se extienda automáticamente hasta la Corte Suprema. En algunas situaciones (como demandas entre gobiernos estatales o algunos casos entre el gobierno federal y un estado) se sienta como una Corte de jurisdicción original.

### Cortes de los artículos I y IV
Además de estas Cortes federales, descritas como Cortes del artículo III, hay otros órganos adjudicadores descritas como Cortes del artículo I o del artículo IV en referencia al artículo de la Constitución del que se deriva la autoridad de la Corte.
Hay varias cortes del artículo I con jurisdicción de apelación sobre un tema específico, incluido la Corte de Apelaciones para Reclamaciones de Veteranos y la Corte de Apelaciones de las Fuerzas Armadas, así como las cortes del artículo I con jurisdicción de apelación sobre áreas geográficas específicas como la Corte de Apelaciones del Distrito Columbia. Las cortes del artículo I con jurisdicción original sobre un tema específico incluyen las Cortes de bancarrota (para cada corte de distrito), las Cortes de inmigración, la Corte de Reclamaciones Federales y la Corte Fiscal.
Las cortes del artículo IV incluyen la Corte Superior de Samoa Americana y las cortes territoriales, como la Corte de Distrito de las Islas Marianas del Norte, la Corte de Distrito de Guam y la Corte de Distrito de las Islas Vírgenes.

## Jueces
Los jueces federales, como los jueces de la Corte Suprema, son nombrados por el presidente y, por y con el consejo y consentimiento del Senado, los nombra para servir mientras cumplan un "comportamiento ejemplar" hasta que renuncien, sean acusados y condenados o mueran. A menudo son abogados, profesores de derecho, jueces de tribunales federales inferiores o tribunales estatales, todos los cuales son muy conocidos. Una vez que estos jueces son nombrados, su salario no puede ser reducido. Los jueces federales solo pueden ser removidos de sus cargos cuando la Cámara de Representantes de los Estados Unidos presenta una acusación (Impeachment) y posteriormente el Senado organiza un juicio (Trial of Impeachment), el cual necesita una mayoría de dos tercios para la remoción del cargo. En la historia de los Estados Unidos, solo unos pocos jueces han sido acusados y los destituidos han cometido una falta grave. Estas protecciones permiten a los jueces federales ejercer un juicio independiente sin interferencia o influencia de los poderes políticos.
En abril de 2013, alrededor del 10 por ciento de los escaños federales estaban vacantes, con 85 de 856 puestos vacantes y 4 vacantes en la prestigiosa Corte de Apelaciones para el Circuito del Distrito de Columbia. La alta tasa de vacantes se ha atribuido a la política, en particular a los senadores que filtran el Senado de posibles candidatos. En muchos casos no hay nominado para el puesto; sin embargo, el Senado tiene una tradición de cortesía senatorial en la que los nominados solo son considerados si los senadores locales lo aprueban. En mayo de 2013, el Servicio de Investigación del Congreso publicó un documento que analizaba las vacantes y el proceso de nombramiento.
Según el artículo I de la Constitución federal, el Congreso también tiene el poder de establecer otras cortes, que generalmente son bastante especializados, dentro del poder ejecutivo para ayudar al presidente en la ejecución de sus poderes. Los jueces que los atienden normalmente cumplen períodos de duración fija, al igual que los jueces magistrados que ayudan a los jueces del artículo III. Los jueces en las cortes del artículo I adscritos a las agencias del poder ejecutivo se conocen como jueces de derecho administrativo (ALJ) y generalmente se consideran parte del poder ejecutivo a pesar de que ejercen poderes cuasi-judiciales. Con excepciones limitadas, no pueden emitir sentencias finales en casos relacionados con la vida, la libertad y los derechos de propiedad privada, pero pueden hacer que las decisiones preliminares estén sujetas a revisión por un juez del artículo III.

## Administración
- La Conferencia Judicial de los Estados Unidos es el órgano nacional de formulación de políticas de las cortes federales. La conferencia es responsable de crear y revisar las reglas de procedimiento federales de conformidad con la Ley de Habilitación de Reglas.
- La Oficina administrativa de las Cortes de los Estados Unidos es la principal agencia judicial administrativa de apoyo a las cortes federales. Su dirección es nombrada por el juez presidente de la Corte Suprema y depende directamente de la Conferencia Judicial. La agencia ejecuta las leyes que afectan al poder judicial, prepara el presupuesto del poder judicial, proporciona y opera instalaciones judiciales seguras y proporciona el personal administrativo y de oficina esencial para el funcionamiento eficiente de los tribunales.
- Los consejos judiciales son paneles dentro de cada circuito encargados de dictar "las órdenes necesarias y adecuadas para la efectiva y rápida administración de justicia".
- El Centro Judicial Federal es la principal agencia de investigación y educación de las cortes federales de EE. UU.
- El Panel Judicial de Litigios Multidistritales transfiere y consolida casos en múltiples distritos judiciales que comparten cuestiones fácticas comunes.
- El Cuerpo de Alguaciles de Estados Unidos es una agencia de la Rama Ejecutiva responsable de brindar protección al poder judicial federal y de transportar a los prisioneros federales.
- La policía de la Corte Suprema proporciona seguridad al edificio de la Corte Suprema.